# Snow Nunataks
Snow Nunataks är nunataker i Antarktis. De ligger i Västantarktis. Chile och Storbritannien gör anspråk på området.
Bergstopparna ligger vid English Coast där Antarktiska halvön och Västantarktis möts. Serien sträcker sig ungefär över 30 km. Några nunataker som ingår är Mount McCann, Mount Thornton och Mount Benkert.

Nunatakerna fick sitt namn efter piloten Ashley Clinton Snow Jr. som undersökte regionen 1939 till 1941 i samband med United States Antarctic Service Expedition.